# Івиця Вастич
Івиця Вастич (нім. Ivica Vastić, нар. 29 вересня 1969, Спліт) — колишній австрійський футболіст хорватського походження, нападник. По завершенні ігрової кар'єри — футбольний тренер. Наразі очолює одну з юнацьких команд «Аустрії» (Відень).
Як гравець насамперед відомий виступами за «Штурм» (Грац), а також національну збірну Австрії.

## Клубна кар'єра
У дорослому футболі дебютував 1990 року виступами за «Спліт», в якому провів один сезон, взявши участь у 22 матчах чемпіонату.
У 1991 році з початком війни у Хорватії покинув країну і перебрався в Австрію, де виступав за місцеві клуби «Ферст Вієнна», «Санкт-Пельтен» та «Адміра-Ваккер».
Короткий час грав у німецькій бундеслізі за «Дуйсбург».
Своєю грою за останню команду привернув увагу представників тренерського штабу «Штурма» (Грац), до складу якого приєднався 1994 року. Відіграв за команду з Граца наступні вісім сезонів своєї ігрової кар'єри. Більшість часу, проведеного у складі «Штурма», був основним гравцем атакувальної ланки команди і одним з головних бомбардирів команди, маючи середню результативність на рівні 0,5 голу за гру першості. За цей час двічі виборював титул чемпіона Австрії та став триразовим володарем Кубка Австрії.
Згодом, після одного року в Японії і двох сезонів у віденській «Аустрії», Вастич перейшов в клуб другого австрійського дивізіону ЛАСК (Лінц), в якому двічі поспіль ставав найкращим бомбардиром дивізіону і в сезоні 2006/07 разом з клубом завоював путівку в австрійську Бундеслігу. У сезоні 2007/08 став найкращим бомбардиром клубу з 13 голами в матчах 32. Влітку 2009 року в 39 років завершив кар'єру гравця.

## Виступи за збірну
У 1996 році Вастіч отримав австрійське громадянство і почав грати у складі національної збірної Австрії. На чемпіонаті світу 1998 року у Франції він зіграв у всіх трьох матчах збірної і забив один гол. До 2005 року він зіграв 46 матчів і забив голів 12, після чого оголосив про завершення міжнародної кар'єри.
У 2008 році він вирішив повернутися в збірну для участі в домашньому для Австрії чемпіонаті Європи. Вастіч забив перший і, наразі, єдиний гол Австрії у фінальних турнірах чемпіонату Європи, який одночасно став голом, забитим найстаршим гравцем в історії континентального турніру (38 років і 257 днів). Всього за збірну Австрії Вастіч зіграв 50 матчів, у яких забив 14 голів.
1996 року дебютував в офіційних матчах у складі національної збірної Австрії. Протягом кар'єри у національній команді, яка тривала 13 років, провів у формі головної команди країни 50 матчів, забивши 14 голів.
Після Євро-2008 остаточно завершив виступи у збірній.

## Кар'єра тренера
Розпочав тренерську кар'єру відразу ж по завершенні кар'єри гравця, 2009 року, очоливши тренерський штаб нижчолігового клубу «Вальдгоффен».
У грудні 2011 року очолив тренерський штаб «Аустрії» (Відень) на умовах тимчасового контракту до кінця сезону. За цей час під його керівництвом команда провела 19 матчів, в яких здобула лише 8 перемог, і віденський клуб вирішив не продовжувати співпрацю з тренером.
Пропрацювавши протягом другої половини 2013 року у нижчоліговому клубі «Гафленц», у грудні того ж року отримав запрошення до клубу «Маттерсбург», який грав у другому австрійському дивізіоні. Вирішити завдання повернення клубу до вищого дивізіону Вастичу вдалося 2015 року, за результатами свого першого повного сезону роботи з його командою. В австрійський Бундеслізі пропрацював з «Маттерсбургом» півтора сезони — був звільнений на початку січня 2017 року.
2018 року прийняв пропозицію повернутися до віденської «Аустрії», щоправда цього разі на посаду тренера однієї з юнацьких команд клубу.

## Статистика

### Клуб
| Чемпіонат | Чемпіонат          | Чемпіонат  | Ліга | Ліга |
| Сезон     | Клуб               | Ліга       | Ігри | Голи |
| Югославія | Югославія          | Югославія  | Ліга | Ліга |
| --------- | ------------------ | ---------- | ---- | ---- |
| 1990/91   | «Спліт»            | Перша ліга | 22   | 5    |
| Австрія   | Австрія            | Австрія    | Ліга | Ліга |
| 1991/92   | «Ферст Вієнна»     | Бундесліга | 23   | 8    |
| 1992/93   | «Санкт-Пельтен»    | Бундесліга | 34   | 18   |
| 1993/94   | «Адміра-Ваккер»    | Бундесліга | 18   | 7    |
| Німеччина | Німеччина          | Німеччина  | Ліга | Ліга |
| 1993/94   | «Дуйсбург»         | Бундесліга | 10   | 0    |
| Австрія   | Австрія            | Австрія    | Ліга | Ліга |
| 1994/95   | «Штурм» (Грац)     | Бундесліга | 35   | 7    |
| 1995/96   | «Штурм» (Грац)     | Бундесліга | 31   | 20   |
| 1996/97   | «Штурм» (Грац)     | Бундесліга | 33   | 13   |
| 1997/98   | «Штурм» (Грац)     | Бундесліга | 30   | 14   |
| 1998/99   | «Штурм» (Грац)     | Бундесліга | 30   | 14   |
| 1999/00   | «Штурм» (Грац)     | Бундесліга | 35   | 31   |
| 2000/01   | «Штурм» (Грац)     | Бундесліга | 24   | 8    |
| 2001/02   | «Штурм» (Грац)     | Бундесліга | 32   | 17   |
| Японія    | Японія             | Японія     | Ліга | Ліга |
| 2002      | «Нагоя Грампус»    | Джей-ліга  | 18   | 10   |
| 2003      | «Нагоя Грампус»    | Джей-ліга  | 9    | 3    |
| Австрія   | Австрія            | Австрія    | Ліга | Ліга |
| 2003/04   | «Аустрія» (Відень) | Бундесліга | 35   | 4    |
| 2004/05   | «Аустрія» (Відень) | Бундесліга | 32   | 10   |
| 2005/06   | ЛАСК (Лінц)        | Перша ліга | 31   | 19   |
| 2006/07   | ЛАСК (Лінц)        | Перша ліга | 31   | 23   |
| 2007/08   | ЛАСК (Лінц)        | Bundesliga | 32   | 13   |
| 2008/09   | ЛАСК (Лінц)        | Bundesliga | 29   | 4    |
| Країна    | Югославія          | Югославія  | 22   | 5    |
| Країна    | Австрія            | Австрія    | 515  | 230  |
| Країна    | Німеччина          | Німеччина  | 10   | 0    |
| Країна    | Японія             | Японія     | 27   | 13   |
| Всього    | Всього             | Всього     | 574  | 248  |

### Збірна
| Збірна Австрії | Збірна Австрії | Збірна Австрії |
| Роки           | Ігри           | Голи           |
| -------------- | -------------- | -------------- |
| 1996           | 3              | 0              |
| 1997           | 6              | 1              |
| 1998           | 11             | 4              |
| 1999           | 5              | 4              |
| 2000           | 3              | 2              |
| 2001           | 9              | 0              |
| 2002           | 3              | 0              |
| 2003           | 0              | 0              |
| 2004           | 2              | 0              |
| 2005           | 4              | 1              |
| 2006           | 0              | 0              |
| 2007           | 0              | 0              |
| 2008           | 4              | 2              |
| Всього         | 50             | 14             |

## Титули і досягнення

### Командні
- Чемпіон Австрії (2):

«Штурм» (Грац): 1997-98, 1998-99
- Володар Кубка Австрії (3):

«Штурм» (Грац): 1995-96, 1996-97, 1998-99
«Аустрія» (Відень): 2004–05
- Володар Суперкубка Австрії (5):

«Штурм» (Грац): 1996, 1998, 1999
«Аустрія» (Відень): 2003, 2004

### Особисті
- Гравець року в Австрії: 1995, 1998, 1999, 2007
- Найкращий бомбардир чемпіонату Австрії: 1995–96, 1999–00